# Puerto Rico a 2016. évi nyári olimpiai játékokon
Puerto Rico a brazíliai Rio de Janeiróban megrendezett 2016. évi nyári olimpiai játékok egyik részt vevő nemzete volt. Az országot az olimpián 15 sportágban 40 sportoló képviselte, akik összesen 1 érmet szereztek.

## Érmesek
| Érem  | Versenyző   | Sportág | Versenyszám |
| ----- | ----------- | ------- | ----------- |
| Arany | Mónica Puig | Tenisz  | Női egyes   |

## Asztalitenisz
Férfi
| Versenyző      | Versenyszám | Selejtező                                                      | 64-es főtábla                                          | 48-as főtábla     | 32-es főtábla     | Nyolcaddöntő      | Negyeddöntő       | Elődöntő          | Döntő             | Helyezés |
| Versenyző      | Versenyszám | Ellenfél Eredmény                                              | Ellenfél Eredmény                                      | Ellenfél Eredmény | Ellenfél Eredmény | Ellenfél Eredmény | Ellenfél Eredmény | Ellenfél Eredmény | Ellenfél Eredmény | Helyezés |
| -------------- | ----------- | -------------------------------------------------------------- | ------------------------------------------------------ | ----------------- | ----------------- | ----------------- | ----------------- | ----------------- | ----------------- | -------- |
| Brian Afanador | Egyes       | Suraju Saka (CGO) · 8–11, 12–10, 11–9, 9–11, 11–13, 11–9, 11–7 | Omar Assar (EGY) · 11–7, 11–9, 11–13, 9–11, 9–11, 4–11 | kiesett           | kiesett           | kiesett           | kiesett           | kiesett           | kiesett           | 49.      |

Női
| Versenyző    | Versenyszám | Selejtező         | 64-es főtábla                                                 | 48-as főtábla                         | 32-es főtábla     | Nyolcaddöntő      | Negyeddöntő       | Elődöntő          | Döntő             | Helyezés |
| Versenyző    | Versenyszám | Ellenfél Eredmény | Ellenfél Eredmény                                             | Ellenfél Eredmény                     | Ellenfél Eredmény | Ellenfél Eredmény | Ellenfél Eredmény | Ellenfél Eredmény | Ellenfél Eredmény | Helyezés |
| ------------ | ----------- | ----------------- | ------------------------------------------------------------- | ------------------------------------- | ----------------- | ----------------- | ----------------- | ----------------- | ----------------- | -------- |
| Adriana Díaz | Egyes       | erőnyerő          | Olufunke Oshonaike (NGR) · 11–7, 7–11, 4–11, 11–7, 11–5, 11–2 | Xue Li (FRA) · 1–11, 6–11, 8–11, 8–11 | kiesett           | kiesett           | kiesett           | kiesett           | kiesett           | 33.      |

## Atlétika
Férfi
| Versenyző      | Versenyszám | Előfutam | Előfutam | Előfutam | Elődöntő | Elődöntő | Elődöntő | Döntő    | Döntő    |
| Versenyző      | Versenyszám | Idő      | Hely.    | Össz.    | Idő      | Hely.    | Össz.    | Idő      | Helyezés |
| -------------- | ----------- | -------- | -------- | -------- | -------- | -------- | -------- | -------- | -------- |
| Andrés Arroyo  | 800 m       | 1:46,17  | 3.       | 11.      | 1:46,74  | 7.       | 22.      | kiesett  | kiesett  |
| Wesley Vázquez | 800 m       | 1:46,96  | 5.       | 23.      | kiesett  | kiesett  | kiesett  | kiesett  | kiesett  |
| Eric Alejandro | 400 m gát   | 49,54    | 2.       | 23.*     | 49,95    | 7.       | 23.      | kiesett  | kiesett  |
| Javier Culson  | 400 m gát   | 48,53    | 2.       | 3.       | 48,46    | 2.       | 4.       | kizárták | kizárták |

| Versenyző         | Versenyszám | Selejtező | Selejtező | Döntő    | Döntő    |
| Versenyző         | Versenyszám | Eredmény  | Helyezés  | Eredmény | Helyezés |
| ----------------- | ----------- | --------- | --------- | -------- | -------- |
| Luis Castro       | Magasugrás  | 226 cm    | 12.**     | 225 cm   | 13.      |
| David Adley Smith | Magasugrás  | 226 cm    | 23.       | kiesett  | kiesett  |

Női
| Versenyző             | Versenyszám | Előfutam | Előfutam | Előfutam | Elődöntő | Elődöntő | Elődöntő | Döntő   | Döntő    |
| Versenyző             | Versenyszám | Idő      | Hely.    | Össz.    | Idő      | Hely.    | Össz.    | Idő     | Helyezés |
| --------------------- | ----------- | -------- | -------- | -------- | -------- | -------- | -------- | ------- | -------- |
| Celiangeli Morales    | 200 m       | 23,00    | 5.       | 29.      | kiesett  | kiesett  | kiesett  | kiesett | kiesett  |
| Jasmine Camacho-Quinn | 100 m gát   | 12,70    | 1.       | 3.       | kizárták | kizárták | kizárták | kiesett | kiesett  |
| Grace Claxton         | 400 m gát   | 56,40    | 3.       | 23.      | 55,85    | 5.       | 14.      | kiesett | kiesett  |
| Beverly Ramos         | Maraton     |          |          |          |          |          |          | 2:43:52 | 71.      |

| Versenyző       | Versenyszám | Selejtező | Selejtező | Döntő    | Döntő    |
| Versenyző       | Versenyszám | Eredmény  | Helyezés  | Eredmény | Helyezés |
| --------------- | ----------- | --------- | --------- | -------- | -------- |
| Diamara Planell | Rúdugrás    | 415 cm    | 29.***    | kiesett  | kiesett  |

| Versenyző      | Versenyszám | 100 m gát | 100 m gát | Magasugrás | Magasugrás | Súlylökés | Súlylökés | 200 m | 200 m | Távolugrás | Távolugrás | Gerelyhajítás | Gerelyhajítás | 800 m   | 800 m | Végeredmény | Végeredmény |
| Versenyző      | Versenyszám | Idő       | Pont      | Eredmény   | Pont       | Eredmény  | Pont      | Idő   | Pont  | Eredmény   | Pont       | Eredmény      | Pont          | Idő     | Pont  | Pont        | Helyezés    |
| -------------- | ----------- | --------- | --------- | ---------- | ---------- | --------- | --------- | ----- | ----- | ---------- | ---------- | ------------- | ------------- | ------- | ----- | ----------- | ----------- |
| Alysbeth Félix | Hétpróba    | 14,07     | 968       | 168 cm     | 830        | 11,36 m   | 619       | 24,74 | 911   | 622 cm     | 918        | 40,17 m       | 671           | 2:15,32 | 888   | 5805        | 26.         |

* - egy másik versenyzővel azonos eredményt ért el

** - három másik versenyzővel azonos eredményt ért el

*** - négy másik versenyzővel azonos eredményt ért el

## Birkózás

### Férfi
Szabadfogású
| Versenyző      | Versenyszám | Selejtező         | Nyolcaddöntő                   | Negyeddöntő                   | Elődöntő          | Vigaszág első kör | Vigaszág elődöntő          | Bronz- mérkőzés   | Döntő             | Helyezés |
| Versenyző      | Versenyszám | Ellenfél Eredmény | Ellenfél Eredmény              | Ellenfél Eredmény             | Ellenfél Eredmény | Ellenfél Eredmény | Ellenfél Eredmény          | Ellenfél Eredmény | Ellenfél Eredmény | Helyezés |
| -------------- | ----------- | ----------------- | ------------------------------ | ----------------------------- | ----------------- | ----------------- | -------------------------- | ----------------- | ----------------- | -------- |
| Franklin Gómez | 65 kg       | erőnyerő          | Borislav Novachkov (BUL) · 7–4 | Ikhtiyor Navruzov (UZB) · 5–8 | kiesett           | kiesett           | kiesett                    | kiesett           | kiesett           | 9.       |
| Jaime Espinal  | 86 kg       | erőnyerő          | Selim Yaşar (TUR) · 2–5        |                               |                   |                   | Reineris Salas (CUB) · 4–6 | kiesett           |                   | 11.      |

## Cselgáncs
Női
| Versenyző      | Versenyszám | Selejtező                           | Nyolcaddöntő                      | Negyeddöntő       | Elődöntő          | Vigaszág elődöntő | Bronz- mérkőzés   | Döntő             | Helyezés |
| Versenyző      | Versenyszám | Ellenfél Eredmény                   | Ellenfél Eredmény                 | Ellenfél Eredmény | Ellenfél Eredmény | Ellenfél Eredmény | Ellenfél Eredmény | Ellenfél Eredmény | Helyezés |
| -------------- | ----------- | ----------------------------------- | --------------------------------- | ----------------- | ----------------- | ----------------- | ----------------- | ----------------- | -------- |
| María Pérez    | Középsúly   | Barbara Matić (CRO) · 011(2)-000(0) | Yuri Alvear (COL) · 000(3)–000(2) | kiesett           | kiesett           |                   |                   |                   | 9.       |
| Melissa Mojica | Nehézsúly   | erőnyerő                            | Kayra Sayıt (TUR) · 000(1)–102(1) | kiesett           | kiesett           |                   |                   |                   | 9.       |

## Kerékpározás

### Országúti kerékpározás
Férfi
| Versenyző       | Versenyszám   | Idő           | Helyezés      |
| --------------- | ------------- | ------------- | ------------- |
| Brian Babilonia | Mezőnyverseny | nem ért célba | nem ért célba |

## Lovaglás
Lovastusa
| Versenyző     | Ló                      | Versenyszám | Díjlovaglás | Díjlovaglás | Tereplovaglás | Tereplovaglás | Tereplovaglás | Díjugratás | Díjugratás  | Díjugratás | Díjugratás | Végeredmény | Végeredmény |
| Versenyző     | Ló                      | Versenyszám | Díjlovaglás | Díjlovaglás | Tereplovaglás | Tereplovaglás | Tereplovaglás | Selejtező  | Selejtező   | Selejtező  | Döntő      | Végeredmény | Végeredmény |
| Versenyző     | Ló                      | Versenyszám | Bünt.       | Hely.       | Bünt.         | Bünt. össz.   | Hely.         | Bünt.      | Bünt. össz. | Hely.      | Bünt.      | Bünt.       | Helyezés    |
| ------------- | ----------------------- | ----------- | ----------- | ----------- | ------------- | ------------- | ------------- | ---------- | ----------- | ---------- | ---------- | ----------- | ----------- |
| Lauren Billys | Castle Larchfield Purdy | Egyéni      | 56,0        | 55.         | 88,4          | 144,4         | 46.           | 11,0       | 155,4       | 44.        | kiesett    | 155,4       | 44.         |

## Műugrás
Férfi
| Versenyző       | Versenyszám        | Selejtező | Selejtező | Elődöntő | Elődöntő | Döntő  | Döntő    |
| Versenyző       | Versenyszám        | Pont      | Helyezés  | Pont     | Helyezés | Pont   | Helyezés |
| --------------- | ------------------ | --------- | --------- | -------- | -------- | ------ | -------- |
| Rafael Quintero | Egyéni toronyugrás | 456,55    | 10.       | 471,20   | 7.       | 485,35 | 7.       |

## Ökölvívás
Férfi
| Versenyző       | Versenyszám | Selejtező                     | Nyolcaddöntő      | Negyeddöntő       | Elődöntő          | Döntő             | Helyezés |
| Versenyző       | Versenyszám | Ellenfél Eredmény             | Ellenfél Eredmény | Ellenfél Eredmény | Ellenfél Eredmény | Ellenfél Eredmény | Helyezés |
| --------------- | ----------- | ----------------------------- | ----------------- | ----------------- | ----------------- | ----------------- | -------- |
| Jeyvier Cintrón | Légsúly     | Olzhas Sattybayev (KAZ) · 1-2 | kiesett           | kiesett           | kiesett           | kiesett           | 17.      |

## Röplabda

### Női
| Puerto Ricó-i női röplabdacsapat-játékoskeret                                                          | Puerto Ricó-i női röplabdacsapat-játékoskeret                                                     |
| --- | ------------------------------------------------------------------------------------------------- |
| - Áurea Cruz - Stephanie Enright - Vilmarie Mojica - Lynda Morales - Karina Ocasio - Alexandra Oquendo | - Diana Reyes - Yarimar Rosa - Debora Seilhamer - Daly Santana - Natalia Valentín - Shara Venegas |

#### Eredmények
Csoportkör
A csoport
|       |                        | Mérkőzések | Mérkőzések | Mérkőzések | Mérkőzések | Szettek | Szettek | Szettek | Pontok | Pontok | Pontok |
| Hely. | Csapat                 | M          | Gy         | V          | Pont       | Sz+     | Sz–     | SzA     | P+     | P–     | PA     |
| ----- | ---------------------- | ---------- | ---------- | ---------- | ---------- | ------- | ------- | ------- | ------ | ------ | ------ |
| 1.    | Egyesült Államok (USA) | 5          | 5          | 0          | 14         | 15      | 5       | 3,000   | 470    | 400    | 1,175  |
| 2.    | Hollandia (NED)        | 5          | 4          | 1          | 11         | 14      | 7       | 2,000   | 455    | 425    | 1,071  |
| 3.    | Szerbia (SRB)          | 5          | 3          | 2          | 10         | 12      | 6       | 2,000   | 410    | 394    | 1,041  |
| 4.    | Kína (CHN)             | 5          | 2          | 3          | 7          | 9       | 9       | 1,000   | 398    | 389    | 1,023  |
| 5.    | Olaszország (ITA)      | 5          | 1          | 4          | 3          | 4       | 12      | 0,333   | 351    | 374    | 0,939  |
| 6.    | Puerto Rico (PUR)      | 5          | 0          | 5          | 0          | 0       | 15      | 0,000   | 277    | 379    | 0,731  |

| 2016. augusztus 6. 17:05 (22:05) | Egyesült Államok (USA)            | 3–0 | Puerto Rico (PUR) | Ginásio do Maracanãzinho, Rio de Janeiro Nézőszám: 6832 Játékvezető: Taoufik Boudaya (TUN), Kang Dzsuhi (Kang Joo-hee) (KOR) |
| 2016. augusztus 6. 17:05 (22:05) | (25–17, 25–22, 25–17) Jegyzőkönyv |     |                   | Ginásio do Maracanãzinho, Rio de Janeiro Nézőszám: 6832 Játékvezető: Taoufik Boudaya (TUN), Kang Dzsuhi (Kang Joo-hee) (KOR) |

| 2016. augusztus 8. 17:05 (22:05) | Szerbia (SRB)                     | 3–0 | Puerto Rico (PUR) | Ginásio do Maracanãzinho, Rio de Janeiro Nézőszám: 5730 Játékvezető: Kang Dzsuhi (Kang Joo-hee) (KOR), Andrey Zenovich (RUS) |
| 2016. augusztus 8. 17:05 (22:05) | (29–27, 25–18, 25–20) Jegyzőkönyv |     |                   | Ginásio do Maracanãzinho, Rio de Janeiro Nézőszám: 5730 Játékvezető: Kang Dzsuhi (Kang Joo-hee) (KOR), Andrey Zenovich (RUS) |

| 2016. augusztus 10. 9:30 (14:30) | Kína (CHN)                        | 3–0 | Puerto Rico (PUR) | Ginásio do Maracanãzinho, Rio de Janeiro Nézőszám: 4386 Játékvezető: Heike Kraft (GER), Kang Dzsuhi (Kang Joo-hee) (KOR) |
| 2016. augusztus 10. 9:30 (14:30) | (25–20, 25–17, 25–18) Jegyzőkönyv |     |                   | Ginásio do Maracanãzinho, Rio de Janeiro Nézőszám: 4386 Játékvezető: Heike Kraft (GER), Kang Dzsuhi (Kang Joo-hee) (KOR) |

| 2016. augusztus 12. 17:05 (22:05) | Hollandia (NED)                   | 3–0 | Puerto Rico (PUR) | Ginásio do Maracanãzinho, Rio de Janeiro Nézőszám: 6742 Játékvezető: Ibrahim Al-Naama (QAT), Hernán Casamiquela (ARG) |
| 2016. augusztus 12. 17:05 (22:05) | (25–14, 25–22, 25–16) Jegyzőkönyv |     |                   | Ginásio do Maracanãzinho, Rio de Janeiro Nézőszám: 6742 Játékvezető: Ibrahim Al-Naama (QAT), Hernán Casamiquela (ARG) |

| 2016. augusztus 14. 15:00 (20:00) | Olaszország (ITA)                 | 3–0 | Puerto Rico (PUR) | Ginásio do Maracanãzinho, Rio de Janeiro Nézőszám: 7225 Játékvezető: Kang Dzsuhi (Kang Joo-hee) (KOR), Patricia Rolf (USA) |
| 2016. augusztus 14. 15:00 (20:00) | (25–14, 25–13, 25–22) Jegyzőkönyv |     |                   | Ginásio do Maracanãzinho, Rio de Janeiro Nézőszám: 7225 Játékvezető: Kang Dzsuhi (Kang Joo-hee) (KOR), Patricia Rolf (USA) |

| Csapat            | Helyezés |
| ----------------- | -------- |
| Puerto Rico (PUR) | 11.      |

## Sportlövészet
Női
| Versenyző       | Versenyszám           | Selejtező | Selejtező | Döntő   | Döntő    |
| Versenyző       | Versenyszám           | Pont      | Helyezés  | Pont    | Helyezés |
| --------------- | --------------------- | --------- | --------- | ------- | -------- |
| Yarimar Mercado | Légpuska              | 406,6     | 43.       | kiesett | kiesett  |
| Yarimar Mercado | Sportpuska, összetett | 576       | 24.       | kiesett | kiesett  |

## Súlyemelés
Női
| Versenyző   | Versenyszám | Szakítás | Szakítás | Lökés    | Lökés    | Összesen | Helyezés |
| Versenyző   | Versenyszám | Eredmény | Helyezés | Eredmény | Helyezés | Összesen | Helyezés |
| ----------- | ----------- | -------- | -------- | -------- | -------- | -------- | -------- |
| Lely Burgos | 53 kg       | 72       | 10.      | 90       | 8.       | 162      | 9.       |

## Taekwondo
Női
| Versenyző      | Versenyszám | Nyolcaddöntő                | Negyeddöntő       | Elődöntő          | Vigaszág elődöntő | Bronz- mérkőzés   | Döntő             | Helyezés |
| Versenyző      | Versenyszám | Ellenfél Eredmény           | Ellenfél Eredmény | Ellenfél Eredmény | Ellenfél Eredmény | Ellenfél Eredmény | Ellenfél Eredmény | Helyezés |
| -------------- | ----------- | --------------------------- | ----------------- | ----------------- | ----------------- | ----------------- | ----------------- | -------- |
| Crystal Weekes | Nehézsúly   | Jackie Galloway (USA) · 0-5 | kiesett           | kiesett           |                   |                   |                   | 11.      |

## Tenisz
Női
| Versenyző   | Versenyszám | 64-es főtábla                  | 32-es főtábla                                | Nyolcaddöntő                      | Negyeddöntő                      | Elődöntő                            | Bronz- mérkőzés   | Döntő                                  | Helyezés |
| Versenyző   | Versenyszám | Ellenfél Eredmény              | Ellenfél Eredmény                            | Ellenfél Eredmény                 | Ellenfél Eredmény                | Ellenfél Eredmény                   | Ellenfél Eredmény | Ellenfél Eredmény                      | Helyezés |
| ----------- | ----------- | ------------------------------ | -------------------------------------------- | --------------------------------- | -------------------------------- | ----------------------------------- | ----------------- | -------------------------------------- | -------- |
| Mónica Puig | Egyes       | Polona Hercog (SLO) · 6-3, 6-2 | Anasztaszija Pavljucsenkova (RUS) · 6-3, 6-2 | Garbiñe Muguruza (ESP) · 6-1, 6-1 | Laura Siegemund (GER) · 6-1, 6-1 | Petra Kvitová (CZE) · 6-4, 1-6, 6-3 |                   | Angelique Kerber (GER) · 6-4, 4-6, 6-1 |          |

## Triatlon
| Versenyző     | Versenyszám | 1,5 km úszás | Depózás 1 | 40 km kerékpározás | Depózás 2 | 10 km futás | Összesítés | Összesítés |
| Versenyző     | Versenyszám | Idő          | Idő       | Idő                | Idő       | Idő         | Idő        | Helyezés   |
| ------------- | ----------- | ------------ | --------- | ------------------ | --------- | ----------- | ---------- | ---------- |
| Manuel Huerta | Férfi       | 18:19        | 0:48      | 59:30              | 0:37      | 34:08       | 1:53:22    | 42.        |

## Úszás
Női
| Versenyző      | Versenyszám | Előfutam | Előfutam | Előfutam | Elődöntő | Elődöntő | Elődöntő | Döntő   | Döntő    |
| Versenyző      | Versenyszám | Idő      | Hely.    | Össz.    | Idő      | Hely.    | Össz.    | Idő     | Helyezés |
| -------------- | ----------- | -------- | -------- | -------- | -------- | -------- | -------- | ------- | -------- |
| Vanessa García | 50 m gyors  | 24,94    | 1.       | 22.*     | kiesett  | kiesett  | kiesett  | kiesett | kiesett  |

* - egy másik versenyzővel/váltóval azonos időt ért el